# دانيال إس. لوب
دانيال إس. لوب (بالإنجليزية: Daniel S. Loeb)‏ هو شخصية أعمال أمريكي، ولد في 18 ديسمبر 1961 في سانتا مونيكا في الولايات المتحدة.

## وصلات خارجية
- دانيال إس. لوب على موقع إن إن دي بي (الإنجليزية)